# Frédéric Gioria
Frédéric Gioria (Nizza, 2 settembre 1969) è un allenatore di calcio ed ex calciatore francese, di ruolo centrocampista.

## Palmarès

### Giocatore

#### Competizioni nazionali
- Coppa di Francia: 1

Nizza: 1996-1997
- Campionato francese di seconda divisione: 1

Nizza: 1993-1994